# تشارلي دانيلز (لاعب كرة قدم)
تشارلي دانيلز (7 سبتمبر 1986 هارلو - إنجلترا) هو لاعب كرة قدم إنجليزي يلعب في مركز الدفاع لصالح فريق بورنموث الإنجليزي، لعب سابقًا مع فريق ليتون أورينت الإنجليزي، وفريق توتنهام الإنجليزي.